# Antiochos XIII Asiaticos
Antiochos XIII Dionysus Philopator Kallinikos, còn được biết đến với tên là Asiaticus,ông là một trong những vị vua cuối cùng của vương quốc Seleukos thời Hy Lạp hóa.
Ông là con trai của vua Antiochos X Eusebes và công chúa triều đại Ptolemaios là Cleopatra Selene, người đóng vai trò nhiếp chính cho cậu bé sau cái chết của cha mình vào khoảng từ năm 92 tới 85 trước Công nguyên. Một thời gian sau khi Tigranes đã chinh phục Syria (83 TCN), bà tới thăm Roma để vận động cho con trai của bà được công nhận là vua của Ai Cập, nhưng vô ích. Họ đã được công nhận là "Vua của Syria", và "duy trì một nhà nước hoàng gia" ít nhất là giữa những năm từ 75 TCN tới 73 TCN(Bevan, trang 263). Selene cuối cùng đã bị bắt và bị giết bởi Tigranes, nhưng sau thất bại của ông ta trước Pompey, các cư dân của Antioch đã tung hô Antiochos XIII như là vị vua của mình, và Lucius Lucullus đã bổ nhiệm ông trở thành vị vua chư hầu của Syria (69 TCN).
Năm 64 TCN, ông bị lật đổ và bị giết chết bởi một tù trưởng Ả Rập tên là Sampsiceramus (Shemashgeram). Cái chết của Antiochos được cho là đã kết thúc triều đại Seleukos, nhưng đã tiếp tục được duy trì bởi Philip II Philoromaeus trong một thời gian ngắn.